# 羽毛球世界联合会
羽毛球世界联合会（英語：Badminton World Federation），简称世界羽联，是一个受国际奥委会承认的国际性羽毛球运动的管理组织，也是世界羽毛球运动的最高管理机构。组织的前身是国际羽毛球联合会（International Badminton Federation，即IBF），成立目的是普及和發展世界羽毛球运动、加强各国羽毛球协会的聯繫，以及舉辦奥运会羽毛球比賽、世界羽毛球锦标赛和其他国际比赛等。世界羽联亦為國際單項運動總會聯合會（AGFIS）的成员之一。該會的總部設於马来西亚首都吉隆坡。

## 现况

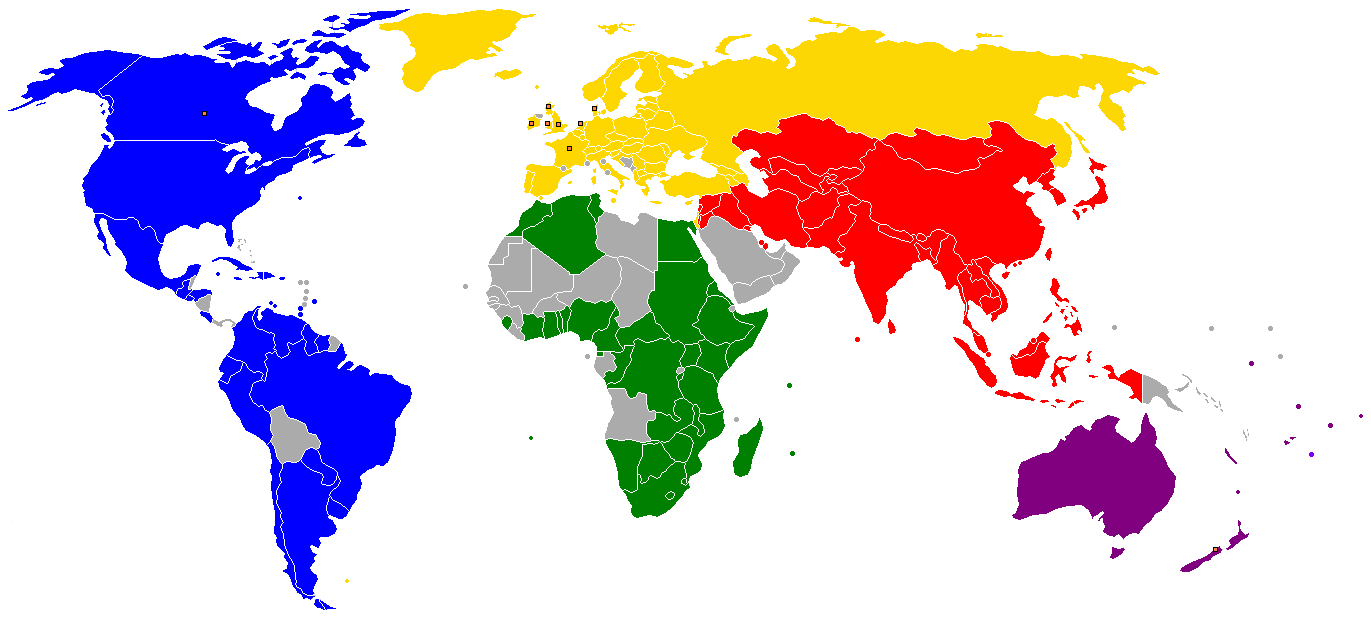
成员地图。橙色圆点标出的国家是1934年成立之初的成员国

該會的總部設於马来西亚首都吉隆坡，現任主席為泰國籍帕塔玛·利斯达特拉，官方語言為英语。目前有176個正式會員協會。
世界羽联的最高权力机构为代表大会。大会每年召开一次，任务为审议各会员提出的议案和建议，选举领导机构和专门委员会，接纳新会员等等。在代表大会闭会时，由理事会负责日常工作。
羽球世联与一些地区性羽毛球管理组织协作，它们是亞洲羽毛球聯合會、歐洲羽毛球聯合會、大洋洲羽毛球聯合會、泛美羽毛球聯合會和非洲羽毛球聯合會，共同促进羽毛球运动在全球的发展。

## 历史起源
1934年，羽毛球世界联合会的前身国际羽毛球联合会（International Badminton Federation, IBF）正式成立，創始的成員包括加拿大、丹麦、英格兰、法国、爱尔兰、荷兰、新西兰、苏格兰和威尔士。及後，国际羽毛球联合会逐漸發展為世界公认的国际性运动组织，會員國亦陸續增加。
1948年，国际羽联创办了第一届世界男子团体羽球锦标赛，并获得第一任主席乔治·艾伦·汤姆斯赠送奖杯，因此此锦标赛被命名为汤姆斯杯赛。1957年，国际羽联创办了第一届世界女子团体羽球锦标赛，并获得倡议者贝蒂·尤伯赠送奖杯，因此此锦标赛也被命名为尤伯杯赛。
1977年，国际羽联创办第一届世界羽毛球锦标赛。世界羽毛球联合会为了抗衡当时被视为羽毛球最高荣誉的全英赛和世界羽球锦标赛，而创办自己的世界锦标赛，并举办了两届之后，因与国际羽联合并而停止主办。
1978年，由于国际羽联拒绝中华人民共和国加入组织、拒绝中断南非的会员资格（当时南非政府实行种族隔离政策）、拒绝修改章程中的不合理條款（如一国多票的投票制度、组织存在多个会员来自同一个国家（如英国成员威尔士、北爱尔兰、苏格兰和英格兰都是会员）），于是13个来自亚洲和6个来自非洲的成员国在香港成立世界羽毛球联合会（World Badminton Federation, WBF），脱离了国际羽联。随后，为了羽球运动的前途，IBF和WBF进行了多次协商，并在1981年5月26日签下合并协议，世界羽毛球协会的会员包括中国重归国际羽毛球联合会。
1988年，羽毛球在汉城奥运会列为表演项目。4年后，羽毛球在巴塞罗那奥运会首次列为正式比赛项目但只设男单、女单、男双和女双项目。1996年，混双成为亚特兰大奥运会正式比赛项目。
1989年，世界羽毛球混合团体锦标赛首次举办，并获得印尼羽球之父迪克·苏迪曼捐赠奖杯，因此此锦标赛被命名为苏迪曼杯。
2006年9月24日，国际羽毛球联合会正式改名為现时的羽毛球世界联合会。

## 历任总会长
历任总会长名單如下：
| 届 | 任期（年） | 名字                      |
| -- | ---------- | ------------------------- |
| 1  | 1934–1955  | 乔治·艾伦·汤姆斯          |
| 2  | 1955–1957  | 約翰·普朗基特·迪龍        |
| 3  | 1957–1959  | 布里蓋迪爾·布魯斯·海      |
| 4  | 1959–1961  | A·C·J·凡·沃森             |
| 5  | 1961–1963  | 約翰·麥卡倫               |
| 6  | 1963–1965  | 尼爾斯·培德·科瑞斯滕森    |
| 7  | 1965–1969  | 大衛·布魯馬               |
| 8  | 1969–1971  | 韓福瑞·查爾頓             |
| 9  | 1971–1974  | 費里·宋尼維爾             |
| 10 | 1974–1976  | 史都華·維亞特             |
| 11 | 1976–1981  | 斯特兰·莫林               |
| 12 | 1981–1984  | 克雷格·雷迪               |
| 13 | 1984–1986  | 波爾-埃里克·尼爾森        |
| 14 | 1986–1990  | 伊安·帕爾默               |
| 15 | 1990–1993  | 亞瑟·瓊斯                 |
| 16 | 1993–2001  | 吕圣荣                    |
| 17 | 2001–2005  | 功·塔帕朗西               |
| 18 | 2005–2013  | 姜荣中                    |
| 19 | 2013–2025  | 波尔-埃里克·赫耶尔·拉尔森 |
| 20 | 2025–      | 帕塔瑪·利斯瓦德特拉庫爾   |

## 排名
世界羽联世界排名及世界羽联世界青少年排名是依据羽毛球运动员实力所做出的排名。世界羽联世界排名被用来决定世界羽联授权认可的比赛的参赛资格；比赛的种子也由世界排名决定。根据过去52周所参加的比赛的最终成绩来决定羽毛球运动员所获得的排名点数。青少年排名则是由19岁以下的羽毛球运动员组成，同時將青少年賽事積分列入計算。

## 成员国
目前羽球世联有188个會員，包括：亚洲43个、欧洲52个、美洲36个、非洲42个及大洋洲15个，當中有6個現時為準會員（下表以斜體顯示）。
| 亚洲（43）     | 亚洲（43） | 亚洲（43）   | 亚洲（43）                          | 亚洲（43）     |
| -------------- | ---------- | ------------ | ----------------------------------- | -------------- |
| 阿富汗         | 巴林       |              | 不丹                                |                |
| 柬埔寨         | 中国       | 中華臺北     | 中國香港                            | 印度           |
| 印度尼西亞     | 伊朗       | 伊拉克       | 日本                                | 约旦           |
|                |            | 科威特       |                                     |                |
| 黎巴嫩         | 中國澳門   | 马来西亚     | 馬爾地夫                            | 蒙古国         |
| 緬甸           | 尼泊尔     |              | 巴基斯坦                            | 巴勒斯坦       |
| 菲律賓         |            | 沙烏地阿拉伯 | 新加坡                              | 斯里蘭卡       |
| 叙利亚         |            | 泰國         | 东帝汶                              |                |
| 阿联酋         |            | 越南         |                                     |                |
| 欧洲（52）     |            |              |                                     |                |
| 阿尔巴尼亚     | 亞美尼亞   | 奥地利       |                                     | 白俄羅斯       |
| 比利时         |            | 保加利亚     |                                     | 賽普勒斯       |
| 捷克           | 丹麦       | 英格兰       | 爱沙尼亚                            | 法罗群岛       |
| 芬兰           | 法國       |              | 德国                                | 直布罗陀       |
| 希腊           | 格陵兰     | 匈牙利       | 冰島                                | 爱尔兰         |
| 以色列         | 義大利     | 拉脫維亞     | 列支敦斯登                          | 立陶宛         |
| 盧森堡         | 北馬其頓   | 馬爾他       | 摩尔多瓦                            | 摩納哥         |
| 蒙特內哥羅     | 荷蘭       | 挪威         | 波蘭                                | 葡萄牙         |
| 羅馬尼亞       | 俄羅斯     | 苏格兰       | 塞爾維亞                            | 斯洛伐克       |
| 斯洛維尼亞     | 西班牙     | 瑞典         | 瑞士                                | 土耳其         |
| 乌克兰         |            |              |                                     |                |
| 美洲（33+3）   |            |              |                                     |                |
| 阿根廷         | 阿鲁巴     |              | 百慕大                              | 巴西           |
| 加拿大         | 开曼群岛   | 智利         | 哥伦比亚                            |                |
| 古巴           |            |              |                                     | 薩爾瓦多       |
| 福克蘭群島     | 格瑞那達   |              |                                     | 海地           |
|                | 牙买加     | 墨西哥       | 巴拿马                              | 巴拉圭         |
| 秘魯           | 波多黎各   | 圣卢西亚     | 苏里南                              | 千里達及托巴哥 |
| 乌拉圭         | 美国       | 委內瑞拉     |                                     |                |
|                |            |              |                                     |                |
| 非洲（41+1）   |            |              |                                     |                |
| 阿尔及利亚     |            |              | 布吉納法索                          |                |
| 喀麦隆         | 中非       | 刚果共和国   | 刚果民主共和国                      | 埃及           |
| 赤道几内亚     |            | 衣索比亞     |                                     | 几内亚         |
|                |            | 賴索托       | 利比亞                              | 马达加斯加     |
| 马拉维         | 毛里塔尼亚 | 模里西斯     | 摩洛哥                              | 莫桑比克       |
| 纳米比亚       | 尼日尔     | 奈及利亞     | 圣赫勒拿、阿森松和特里斯坦-达库尼亚 | 塞舌尔         |
|                |            | 南非         | 苏丹                                |                |
| 坦桑尼亚       | 多哥       | 突尼西亞     | 乌干达                              | 尚比亞         |
| 辛巴威         | 留尼汪     |              |                                     |                |
| 大洋洲（13+2） |            |              |                                     |                |
|                | 庫克群島   | 斐济         | 法屬玻里尼西亞                      | 關島           |
| 基里巴斯       | 瑙鲁       | 新西兰       | 诺福克岛                            |                |
| 萨摩亚         |            |              | 新喀里多尼亞                        |                |

## 举办赛事
羽球世联主要组织7项大型国际羽毛球赛事：
主要大賽：
- 與國際奧林匹克委員會合作舉辦夏季奧林匹克運動會羽毛球比賽
- 世界羽球錦標賽
- 湯姆斯杯
- 優霸杯
- 蘇迪曼杯

青年大賽：
- 世界青少年羽球錦標賽

系列賽：
- 世界羽聯世界巡迴賽（2018－）
- 世界羽聯第三等別賽事（2007－）

以下賽事為曾經舉辦：
- 世界盃原由国际管理集团主辦，1997年停辦。世界羽聯曾在2005、2006年以同樣名稱重新舉辦，但只作為邀請賽性質。
- 世界羽球大獎賽（1983－2006）
- 世界羽聯超級系列賽（2007－2017）
- 世界羽聯大獎賽（2007－2017）

## 官方网络频道
自2011年8月起，世界羽联開始更新YouTube官方频道BWF TV （页面存档备份，存于） ，此频道让观众可以观看现场直播及过去重要赛事如世界羽联超级系列赛及世界羽球錦標賽的比赛影片。

### 官方解说
| 名字                      | 国籍   | 备注         |
| ------------------------- | ------ | ------------ |
| 吉莉安·克拉克             | 英格兰 | 前英格兰国手 |
| 莫滕·弗罗斯特             | 丹麦   | 前丹麦国手   |
| Steen Schleicher Pedersen | 丹麦   | 前丹麦教练   |